# Кошкін Михайло Ілліч
Миха́йло Іллі́ч Ко́шкін (рос. Михаи́л Ильи́ч Ко́шкин, * 3 грудня 1898 р., с. Бринчаги Угличського повіту Ярославської губернії — † 26 вересня 1940, с. Дачне Зміївського району Харківської області) — радянський конструктор-танкобудівник, начальник конструкторського бюро танкобудування Харківського паровозобудівного заводу, в якому створили танк Т-34.

## Біографія
Народився 3 грудня 1898 р. в селі Бринчаги Ярославської губернії в багатодітній селянській родині. Невдовзі залишився без батька. В чотирнадцять років вирушив до Москви на заробітки, де влаштувався підмайстром до карамельного цеху кондитерської фабрики (в радянські часи — фабрика «Червоний Жовтень»). Згодом його призвали на військову службу до царської армії.
У роки громадянської війни в складі частин Червоної Армії брав участь в боях під Царициним та Архангельськом, дістав поранення.
У 1921 р. прямо з фронту його направили навчатися до Комуністичного університету ім. Свердлова (Москва). Після закінчення університету в 1924 році знов працював на кондитерському виробництві.
В 1929–1935 рр. навчався в Ленінградському політехнічному інституті. Ще під час навчання почав працювати в конструкторському бюро дослідно-конструкторського машинобудівного відділу Ленінградського Кіровського заводу. До переходу в Харків працював заступником головного конструктора Ленінградського заводу № 185 над створенням «товстоброньованого» середнього танку Т-111, за що був відзначений орденом Червоної Зірки.
Наказом наркому важкої промисловості Г. Орджонікідзе від 28 грудня 1936 р. М. Кошкін був призначений начальником танкового конструкторського бюро заводу № 183 (Харківський паровозобудівний завод).
Менш, ніж за рік під керівництвом М. Кошкіна, за участю його найближчих помічників О. Морозова та М. Кучеренка, інших конструкторів, було виконано модернізацію танка БТ-7 із встановленням в ньому дизеля В-2. Це був перший у світі танк з танковим дизелем.
У вересні 1937 р. М. Кошкін сформував групу конструкторів для створення нового маневреного колісно-гусеничного танку на замовлення Автобронетанкового управління РСЧА. У короткий термін було виконано проект нового танку А-20, а також розпочато створення другого варіанту танку — суто гусеничного під індексом А-32. У середині 1939 р. експериментальні зразки танків А-20 та А-32 були виготовлені і після пробігів представлені Державній комісії для випробувань. В липні — серпні 1939 р. танки були випробувані в Харкові. Постановами Комітету оборони було наказано виготовити два гусеничних танка на базі А-32 із врахуванням потовщеної до 45 мм броні й установлення 76 мм гармати, а також йменувати танк — Т-34.
У вересні 1939 р. під час випробувань нової бронетанкової техніки машина Кошкіна вразила комісію потужністю й легкістю подолання смуги перепон. Цього ж року після проведення додаткових робіт з посилення броні та зброї Т-34 був рекомендований для прийняття на озброєння Червоної армії. За чотири місяця вдалося виготовити першу партію — одиннадцять машин. Два експериментальних танка Т-34 були виготовлені і передані до військових випробувань 10 лютого 1940 р. 5 березня два танки Т-34 вирушили із заводу в контрольно-випробувальний пробіг за маршрутом Харків — Москва. М. Кошкін очолив цей пробіг. На Іванівському майдані Кремля 17 березня 1940 р. танки Т-34, а також бойові машини, виготовлені іншими заводами, були продемонстровані урядовцям. В квітні, під час повернення до Харкова, поблизу від Орла один з танків упав у воду. Допомагаючи витягати його, М. Кошкін сильно вимок, а згодом захворів.
Одразу після повернення до Харкова він за настійною вимогою лікарів був госпіталізований. М. Кошкін, незважаючи на хворобу, продовжував активно керувати доопрацювання конструкції танку Т-34, який був рекомендований до негайного впровадження до виробництва. Його хвороба раптом загострилася. З Москви терміново викликали спеціаліста-хірурга — Кошкіна прооперували, видаливши легеню, але це не допомогло.
Михайло Ілліч Кошкін помер 26 вересня 1940 р. у санаторії «Занки» (с. Дачне Зміївського району Харківської області), де проходив реабілітаційний курс лікування.
Його могили не існує. Восени 1941 р. під час масованого обстрілу Харкова німецькими літаками крематорій, де зберігалася урна з прахом Михайла Ілліча, було зруйновано.
Танк Т-34 переможені німці називали найкращою бойовою машиною Другої світової війни.

## Відзнаки та нагороди
За участь в створенні першого вітчизняного «товстоброньованого» середнього танку Т-111 (Т-46-5) отримав орден Червоної Зірки.
За розробку Т-34 М. Кошкіну посмертно присуджені Сталінська премія 1942 р. і звання Героя Соціалістичної Праці 1990 р.